# الفتيت المبعثر
الفتيت المبعثر هي رواية للكاتب العراقي محسن الرملي.
نُشرت رواية محسن الرملي الأولى الفتيت المبعثر باللغة العربية عام 2000، وحصلت نسخته المترجمة للإنجليزية عام 2003 على جائزة الترجمة العربية من مطبعة جامعة أركنساس .
تدور أحداث الرواية في قرية عراقية خلال الحرب العراقية الإيرانية، وتنتقد الرواية الديكتاتورية الشمولية من خلال قصص عائلة ريفية فقيرة. يتصادم أب من أشد المؤيدين لصدام حسين مع ابنه الفنان الذي يحب وطنه لكنه يجد نفسه حرفيًا غير قادر على رسم صورة الزعيم على ضريح والده.

## روابط خارجية
- استعراض / فتات متناثرة / مسائل عائلية / هارولد براسويل
- من فتات مبعثرة لمحسن الرملي
- فتات مبعثرة ، في Books.google.es